# Danny Soucy
Daniel Soucy, dit « Danny », est un homme politique canadien. Il représentait la circonscription de Grand-Sault—Drummond—Saint-André à l'Assemblée législative du Nouveau-Brunswick depuis l'élection générale du 27 septembre 2010. Il perd en 2014 les élections après une redistribution des circonscriptions face à Chuck Chiasson, membre du parti libéral.

## Biographie
Père de quatre enfants, dont le plus jeune est atteint du syndrome de Down, Soucy et son épouse, Jacinthe Belzile, sont impliqués depuis longtemps dans la défense des droits et l'amélioration des conditions de vie des personnes handicapées. Depuis 1988, il a travaillé pour l’Association du Nouveau-Brunswick pour l’intégration communautaire et l’Association canadienne pour l’intégration communautaire. À ce titre, il a participé à plusieurs conférences et séminaires nationaux et internationaux en plus de coprésider l'organisation une conférence nationale en 2008. Il a également siégé à titre de représentant du public au sein du conseil d'administration de l’Association des orthophonistes et des audiologistes du Nouveau-Brunswick. Depuis 1987, il travaille avec la Chorale des jeunes de l’Assomption, qu’il dirige depuis 1993.